# Smith Point
Der Smith Point ist eine Landspitze an der Westküste der Wiencke-Insel im westantarktischen Palmer-Archipel. Sie liegt nordöstlich des Besnard Point am südöstlichen Ufer des Port Lockroy.
Teilnehmer der Vierten Französischen Antarktisexpedition (1903–1905) unter der Leitung des Polarforschers Jean-Baptiste Charcot entdeckten die Landspitze. Ihr Name erscheint erstmals auf einer Landkarte, die auf Vermessungen durch Wissenschaftler der britischen Discovery Investigations aus dem Jahr 1927 basiert. Der Benennungshintergrund ist nicht überliefert.